# Junonia demaculata
Junonia demaculata är en fjärilsart som beskrevs av Heinrich Neustetter 1916. Junonia demaculata ingår i släktet Junonia och familjen praktfjärilar. Inga underarter finns listade i Catalogue of Life.